# Теорема Морери
У комплексному аналізі Теорема Морери дає достатні умови аналітичності неперервних комплекснозначних функцій. Названа на честь італійського математика Гіасінто Морери.

## Твердження
Якщо функція {\displaystyle f(z)\,} комплексного змінного {\displaystyle z\,} у відкритій області {\displaystyle D\,} неперервна і інтеграл від неї по будь-якому замкнутому  контуру {\displaystyle \Gamma \subset D} рівний нулю, тобто
{\displaystyle \int \limits _{\Gamma }\,f(z)\,dz=0}
то {\displaystyle f(z)\,} — аналітична функція в {\displaystyle D\,}.
Умову теореми можна послабити, обмежившись вимогою рівності нулю інтегралів, узятих по контуру довільного трикутника, що належить області {\displaystyle D\,}.

## Доведення
В доведенні спершу знаходиться первісна для функції {\displaystyle f\,}, після чого твердження випливає з факту, що голоморфні функції є аналітичними.
Без втрати загальності можна вважати область {\displaystyle D\,} зв'язаною. Зафіксувавши деяку точку {\displaystyle a\,} в області {\displaystyle D\,}, визначимо функцію {\displaystyle F\,} в {\displaystyle D\,} наступною формулою:
{\displaystyle F(b)=\int _{a}^{b}f(z)\,dz.\,}
Інтеграл може бути взятий по довільній кривій в {\displaystyle D\,} від {\displaystyle a\,} до {\displaystyle b\,}.  Функція {\displaystyle F\,} є однозначно визначена оскільки з умови теореми випливає рівність інтегралів на усіх кривих від {\displaystyle a\,} до {\displaystyle b\,}. Звідси отримуємо, що {\displaystyle f\,} є похідною {\displaystyle F\,}  :
{\displaystyle F'(z)=f(z).\,}
Зокрема {\displaystyle F\,} є голоморфною і, як наслідок, аналітичною.  Відповідно {\displaystyle f\,} також є голоморфною і аналітичною.

## Застосування
Теорема Морери часто використовується при доведенні аналітичності функцій. Одним з центральних тверджень при цьому є те, що якщо послідовність {\displaystyle f_{n}\,} аналітичних функцій рівномірно сходиться до функції {\displaystyle f\,}, то
{\displaystyle \oint \lim _{n\to \infty }f_{n}(z)dz=\lim _{n\to \infty }\oint f_{n}(z)dz=0}
тому, за теоремою Морери, гранична функція також буде голоморфною. Таким чином доводиться голоморфність багатьох функцій, визначених рядами і інтегралами, наприклад дзета-функції Рімана
{\displaystyle \zeta (s)=\sum _{n=1}^{\infty }{\frac {1}{n^{s}}}}
і гамма-функції
{\displaystyle \Gamma (\alpha )=\int \limits _{0}^{\infty }t^{\alpha -1}e^{-t}dt}